# Карл Ханке
Карл Ханке (на немски: Karl Hanke) е германски политик и последен райхсфюрер-СС.

## Ранен живот
Ханке е роден в Лаубан (днешен Любан) в Силезия на 24 август 1903 г. По-големият му брат е убит в Първата световна война. Ханке е прекалено млад за служба през войната. Той служи в Райхсвер като Zeitfreiwilliger (временен доброволец) в 19-и пехотен полк във Франкфурт / Одер от 1920 до 1921 г.
Ханке се дипломира като инженер по фрезоване. След това решава да получи практически опит от една година като обучител на железопътна работилница. От 1921 г. до около 1926 г. Ханке работи основно в мелница, като ръководител на мелници в района на Силезия, Бавария и Тирол. По-късно посещава Berufspädagogische Institut в Берлин, получавайки степен, която го квалифицира да преподава мелене в професионалните училища. По-късно през 1928 г. работи в Берлин-Щеглиц като главен мелничар. А после става професионален инструктор в техническо училище в Берлин.

## Нацистка партия
Ханке се присъединява към нацистката партия на 1 ноември 1928 г., с членски номер 102 606. Ханке започва националсоциалистическата си кариера на ниското ниво на „Амтсвалтер“, нискобюджетен говорител и организатор на клетки в Берлин. Той се присъединява към Щурмабтайлунг (СА) през 1929 г. През 1930 г. е повишен до Strassenzellenleiter и след това лидер Sektionsführer в Берлин.
Ханке е уволнен от преподавателската си длъжност през април 1931 г., заради политическа агитация за нацистката партия. През 1932 г. става главен организационен директор на Гау и на 1 април 1932 г. личен адютант и съветник на Йозеф Гьобелс в качеството му на пропаганден директор на НСДАП.
В своята позиция, Ханке е първият служител на партията, който установява контакт с младия архитект Алберт Шпеер. Ханке сключва договор с Шпеер, за да превърне вила в западните предградия в офис за местната партийна организация през 1932 г. Ханке и Шпеер стават близки приятели. През 1944 г., според книгата на Шпеер („Вътре в Третия райх“), Ханке силно препоръчва на Шпеер никога да не посещава „лагер в Горна Силезия“ (Аушвиц) по някаква причина. Ханке „бе видял нещо, което не му беше позволено да опише и не можеше да опише.“

## Държавна служба
Адолф Хитлер харесва младия Ханке, който до април 1932 г. става представител на НСДАП в пруския държавен парламент (Ландтаг). По-късно през ноември 1932 г., Ханке е избран за Райхстага от НСДАП, представляващ Потсдам. Той заема тази длъжност до края на войната в Европа.
След изкачването на власт на нацистите и парламентарните избори през март 1933 г., Гьобелс създава Министерството на пропагандата. Ханке последва шефа си там като личен секретар и помощник. По това време, Ханке придружава шефа си по официални посещения в Италия и Полша. На 15 февруари 1934 г. Ханке се присъединява към СС с членски номер 203 103. Той служи като специален офицер от персонала на Райхсфюрер-СС Хайнрих Химлер от януари 1935 г. до 1 април 1936 г. Тогава в края на 1937 г. е повишен в държавен секретар в Министерството на пропагандата.

## Втора световна война
През юли 1939 г. Ханке е призован за военна служба. От септември до октомври 1939 г. служи в 3-та танкова дивизия в Полша. През май 1940 г., усещайки добра възможност да продължи кариерата си, Ханке служи при генерал Ервин Ромел във Франция със 7-а танкова дивизия. Ханке е награден с Железен кръст. Той е освободен от германската армия през 1941 г. с ранг на 1-ви лейтенант (оберстлейтенант).
Хитлер го назначава за гаулайтер на Долна Силезия. На следващата година, Химлер го повишава в СС-Групенфюрер. Ханке е фанатичен правоприемник на нацистката политика: по време на управлението му в Бреслау повече от 1000 души са екзекутирани по негова заповед, спечелвайки му прякора „Палача на Бреслау“.
Ханке има дълга връзка с баронеса Фреда фон Фиркс в Бреслау, дъщеря на богат земевладелец и лектор от университета в Берлин. Те се женят на 25 ноември 1944 г., след като вече имат дъщеря от декември 1943 г.

## Падане на Бреслау
По време на последните месеци на Втората световна война, когато Червената армия напредва в Силезия и обкръжава Бреслау, Ханке е обявен от Хитлер за „командващ на бойните действия“ (Kampfkommandant). Ханке ръководи с фанатизъм, защитата на града по време на обсадата в Бреслау. Гьобелс, пишещ за дневника си, многократно изразява възхищението си от Ханке през пролетта на 1945 г. По време на 82-дневната обсада, съветските войски причиняват смъртта на приблизително 30 000 цивилни и повече от 40 000 затворници, докато понасят загуби от 60 000. На 6 май 1945 г., ден преди капитулацията на Германия, генерал Херман Нихоф предава обсадения Бреслау, а съветската армия вече стига до Берлин. Ханке бяга предишния ден с малък самолет, запазен за него.
Бреслау е последният голям град в Нацистка Германия, който се предава. Унищожаването от съветските въздушни и артилерийски бомбардировки, заедно с актове на насилие, извършени от членовете на СС и нацистката партия, правят „80 до 90 процента“ от Бреслау в руини.
Фанатизмът на Ханке и безусловното подчинение на заповедите на Хитлер го впечатляват, който в своя политически завет го назначава за последния Райхсфюрер-СС и началник на германската полиция, заменяйки Хайнрих Химлер на 29 април 1945 г. Осем дни преди това, Ханке е удостоен с най-високата декорация на нацистката партия – Германски орден, награда за защитата на Бреслау срещу настъпващата съветска Червена армия. Издигането на Ханке в ранг Райхсфюрер-СС е резултат от това, че Хитлер провъзгласява Химлер за предател за тайните му опити да се договори със западните съюзници. Хитлер уволнява Химлер от всички негови длъжности и нарежда арестуването му.

## Смърт
Ханке получава съобщение за повишението си на 5 май 1945 г. Той отлита за Прага и се присъединява към 18-а СС доброволческа танково-гренадирска дивизия Хорст Весел. Ханке избира да носи униформата на СС, за да прикрие самоличността си в случай на залавяне. Групата се опитва да се пребори в Германия, но след ожесточена битка с чешките партизани се предава в Нойдорф. Неговата истинска идентичност не е разкрита от похитителите му, и така Ханке е пратен в лагер за военнопленници, заедно с други членове на СС. Има общо 65 военнопленници, когато чехите решават да преместят всички пеша през юни 1945 г. Когато влакът минава по маршрута по похода, Ханке и няколко други военнопленници правят почивка и тичат към влака. Чехите откриват стрелба, а Ханке пада първи, докато двама други военнопленници бягат. След това те са бити до смърт с пушки.